# Muhammad Surūr
Muhammad Surūr bin Nāyif Zain al-ʿĀbidīn (arabisch: محمد سرور بن نايف زين العابدين; geb. 1938 in Hauran – gest. November 2016 in Doha) war ein muslimischer Gelehrter und ein ehemaliges Mitglied des syrischen Zweiges der Muslimbruderschaft.

## Leben
Er wurde in der Region Hauran, in Syrien, geboren. Mitte der 1960er Jahre, als Surūr noch der syrischen Muslimbruderschaft angehörte, begann er die Gemeinschaft zu kritisieren, beispielsweise deren Akzeptanz von Mitgliedern der Sufi-Orden. Diese Meinungsverschiedenheiten trugen zu seiner Entscheidung bei, 1965 nach Saudi-Arabien umzusiedeln.
Aufgrund von Berichten, die seine Aktivitäten als subversiv bezeichneten, wurde er 1974 aus Saudi-Arabien ausgewiesen. Er zog nach Kuwait und gründete dort den Verlag Dār al-Arqam. 1984 ließ sich Surūr im Vereinigten Königreich nieder, wo er das Zentrum für Islamstudien gründete. Sein letzter Umzug erfolgte 2004 nach Jordanien.
Ihm wird die Gründung der salafistischen Bewegung zugeschrieben, die als Surūrismus (as-Sarūrīyyā oder Sururī) bekannt ist und eine Verbindung zwischen der Muslimbruderschaft und dem Wahhabismus herstellt. Diese Bewegung ist für ihre maßgebliche Rolle bei der Förderung einer politisierten Auslegung des Wahhabismus in Saudi-Arabien bekannt. Surūr verlangte gewaltfreie Kritik an muslimischen Herrschern, jedoch lehnte er Bemühungen zur Destabilisierung von Regimen in muslimischen Ländern ab, da er darin eine potenzielle Quelle für Fitna sah.
1984 verfasste er das viel gelesene antischiitische Buch „Wa Jāʾa Dawr al-Majus“ (arabisch: وجاء دور المجوس, wörtlich ‚Die Ära der Magier ist gekommen‘). Dieses Buch postuliert die iranische Revolution als Strategie für die schiitische Vorherrschaft im Nahen Osten. Seine Schriften beeinflussten insbesondere Abū Musʿab az-Zarqāwī, den Anführer von Al-Qaida im Irak.
Muhammad Surūr starb im Jahr 2016.